# Krematoriestiftelsen
Krematoriestiftelsen är en stiftelse som driver krematoriet vid Sandudds begravningsplats i Helsingfors. Krematoriestiftelsen är grundad år 1958 och hade år 2023 en balansomslutning på 18,2 miljoner euro. 